# 575
Cette page concerne l'année 575  du calendrier julien. Pour l'année 575 av. J.-C., voir 575 av. J.-C.
L'année 575 est une année commune qui commence un mardi.

## Événements

### Asie
- Printemps[1] : pendant des négociations destinées à prolonger la trêve entre Byzantins et Perses, le roi sassanide Khosrô Ier envahit brusquement l’Arménie romaine, mais ne peut prendre Theodosiopolis (Erzurum), et se dirige sur la Cappadoce où il se heurte aux forces du général byzantin Justinien et des Arméniens révoltés, qui lui infligent une grave défaite près de Mélitène (actuelle Malatya en Turquie). L'armée de Khosrô doit repasser l’Euphrate en désordre[2], après avoir incendié Mélitène et Sébaste[3]. Justinien réoccupe la Persarménie. Il subit ensuite plusieurs défaites, liées à l’indiscipline de son armée composée d'auxiliaires barbares, qui entrainent la rupture des négociations engagées pour la signature de la paix (576-577)[2].

- Le roi ghassanide al-Mundhir, après s'être réconcilié avec les Byzantins au printemps, pille et incendie Al-Hira, capitale des Lakhmides[4].
- Début du règne de Tardu (en), yabgu (prince) de la partie occidentale de l’empire Turc T’ou-kiue (fin en 603). Il succède à son père Istämi Khagan. Il reçoit sur le haut Youldouz, au nord de Koutcha, l’ambassadeur byzantin Valentinos, et lui reproche l'accord passé avec les Avars (575-576). L'alliance entre l'Empire byzantin et les Köktürks est rompue[5].
- Inde : développement de la dynastie Pallava de Kanchi, sur la côte de Coromandel (Kartanaka) sous le règne du roi Simhavishnu (en) (vers 575-600). Il soumet les royaumes du sud, conquiert Ceylan et vainc les Kalabhra (en)[6].

### Europe

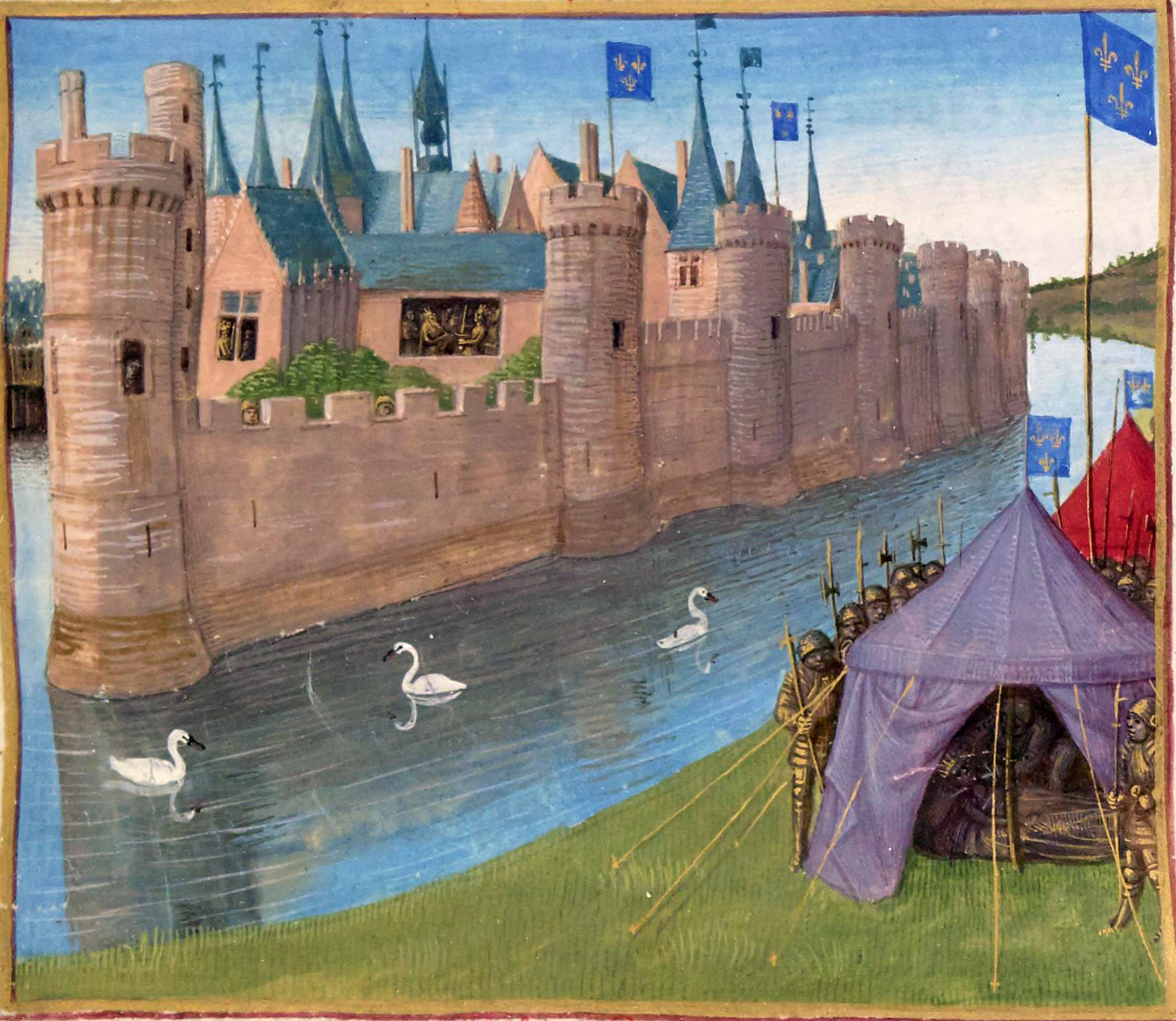
Assassinat de Sigebert Ier, Grandes Chroniques de France, enluminées par Jean Fouquet, Tours, vers 1455-1460.

- Chilpéric renoue une alliance avec Gontran et marche sur Reims. Sigebert fait de nouveau appel aux « nations d’Outre-Rhin » et s’établit à Paris pendant que les ducs Gontran Boson et Godegisèle battent les troupes neustriennes de Thibert, fils de Chilpéric, en Angoumois et le tuent. Chilpéric se réfugie à Tournai pendant que Sigebert triomphe[7].
- 2 juin : début du pontificat de Benoît Ier, dit Bonose (fin en 579)[8].
- Décembre : Sigebert Ier, vainqueur en Neustrie, est assassiné par des hommes de Frédégonde à Vitry-en-Artois alors qu’il vient d’être porté sur le pavois. Sa femme, Brunehilde, prisonnière de Chilpéric, qui s'est emparé du trésor de Sigebert à Paris, est impuissante. Elle est exilée à Rouen. Le duc Gondovald réussit cependant à sauver son fils de cinq ans, Childebert II, et de le faire proclamer roi d’Austrasie à Metz.
- 25 décembre : Childebert II devient roi d’Austrasie[7]. Les grands exerceront la réalité du pouvoir pendant dix ans, jusqu’à sa majorité. Le gouverneur Gogon conclut une alliance avec Gontran.

- Défaite d'une expédition envoyée par Justin II contre les Lombards en Italie[2].
- Expédition du roi wisigoth Léovigild dans les monts Aregenses (région d'Orense, en Galice), région autonome à la frontière du royaume suève, dont il prend le contrôle. Un certain Aspidius est fait prisonnier avec sa famille et ses biens sont confisqués[9].

## Naissances en 575
- Héraclius Ier, empereur byzantin.

## Décès en 575
- Cassiodore, écrivain latin, conseiller de Théodoric (Flavius Magnus Aurelius Cassodorius, v.480-v.575), fondateur du monastère de Vivarium. Auteur de l’Histoire des Goths, dont il ne reste aujourd’hui que l’abrégé de l’historien médiéval Jornandès. Les lettres qu’il a rédigées lorsqu’il était au service des souverains ostrogoths constituent un témoignage important sur cette période.
- Décembre : Sigebert Ier, roi d'Austrasie.